# 美食探偵 明智五郎
『美食探偵 明智五郎』（びしょくたんてい あけちごろう）は、東村アキコによる日本の漫画作品。『Cocohana』（集英社）2015年8月号に読み切り『美食探偵』として発表された後、同年11月号より連載されている。2022年7月号に掲載後は休載中。
2020年4月に日本テレビ系列『日曜ドラマ』枠にて中村倫也主演にてドラマ化（下記参照）。

## あらすじ
表参道に小さな探偵事務所を構える明智五郎は、非常に美食家である。
ある日、地味な女性から夫の浮気調査を依頼され着手すると、昼休みに夫が若い女の家に毎日通っていることが明るみになる。夫人に調査結果を報告した翌日、その若い女のアパートの前で夫が刺殺される。犯人は妻だと感づいた明智は、行きつけのレストランへ夫人を誘い、最後の晩餐を楽しむ。夫人は明智の目の前で崖から身を投げてしまう。
それから三日後、明智の元に差出人の名が「Mary Magdalene（＝マグダラのマリア）」と書かれたエアメールが届き、明智は夫人が第二の人生を歩み始めたことに気が付くのだった。マリアはもう一度明智に会いたいと願い、殺意を抱く人々に知恵と手を貸し、様々な事件の裏で暗躍するようになる。

## 登場人物
男性キャラクターは名字で表記するが、明智家の面々のみ全員、名前で表記する。

### 主要人物
明智五郎（あけち ごろう）
本作品の主人公。表参道の一等地で「江戸川探偵事務所」を営む探偵。右側（ドラマ版では左側）だけ前髪を垂らした妙な髪型をし、ワインレッドのスーツにループタイという古めかしいファッションに身を包んだ美青年。年齢は30代。「東京美食倶楽部」を主宰する美食家でもあり、月に1回、メンバーで美食を楽しんでいる。実家は『扇屋』という屋号を持つ、老舗百貨店。
美食家であった祖父の影響で、食に対し極めて強い拘りを持つ。美食に対する誉め言葉として「悪くない」「最後の晩餐候補に入れておこう」「最後の晩餐候補に急浮上だ」を多用する。美味しい物には目が無いがエビアレルギーなためエビだけは食べられず、それとの関連性は不明だがレッドビーシュリンプをペットとして飼っている。
食に関する知識に加え探偵としての推理力・洞察力も優れており、一度見た人物の顔を決して忘れないという、抜群の記憶力の持ち主でもある。なお、運転免許は取得していないため、主に事件に関することで必要に駆られた時は、苺に車を出してもらっている。
ファッション同様言葉遣いもどこか古臭く（相手の妻を「奥方殿」、ブティック店を「洋品店」というなど）、興味がないため流行にも疎い。「携帯電話なんだから通話さえできればいい」として未だにガラケーを使い、高校の同窓会では元同級生たちに「年々ジジイ化が進んでいる」と言われている。
その反面、食に関してはかなり口煩い上に融通もきかないなど面倒な人物に思われるが、MENU10（ドラマ版第4話）ではマリアを止められず同級生の桐谷を救えなかったことで「探偵失格だ」と悲嘆に暮れ、MENU11（ドラマ版第5話）では前回の事件のショックを引きずるあまり日常生活もままならなくなってしまい、いつも整えられていた身なりは一時的にボサボサ頭に無精ヒゲを生やした風体となり、食事は塩分と水分とビタミン剤のみを摂取するという日々をしばらくの間送り、MENU16で苺がマリアに殺されそうになった際は、自分がマリアを野放しにして苺に真実を話さなかったせいで苺が危険に晒されてしまったと後悔するなど、これらの動向から厚い義理人情を兼ね備えた人物でもあるということがうかがえる。なお、自分が変わり者だという自覚は一応あるらしく、ドラマ版では苺に「自覚あったんですね」と突っ込まれている。
〈テレビドラマ版〉
Huluオリジナルストーリー第1話「明智五郎の㊙️裏メニュー」の明智の回想で25年前に8歳だったので、33歳。
原作よりもクールな面が強調されていて、食以外には興味関心が薄い人物のように描かれている。苺に対しても、第1話でマリアの身投げを止めようとして崖から落ちそうになった彼女を、「自業自得だ」と見放そうとしていた。
しかし次第に彼女のことを気に掛けるようになり、第4話で苺が伊藤に監禁され命の危険に晒された後には、己の無力さを嘆いた。そして第5話の事件解決後には苺に対して「僕は自分の身は自分で守る。君のことも、僕が守る。」と宣言した。
第6話のラストでは、マリアの明智への愛に絶対的な劣等感を感じ自信を失った苺に「美味しい料理を作れる人間には常に、そばにいてほしい」とフォローをかけるが、その一言に苺は困惑・号泣してしまった。
Huluオリジナルストーリー第6話「六郎の㊙︎裏メニュー」では弁当の中身が違うことを見抜いたり、大学を留年した六郎を親のように叱責し、謝罪のため母親の元まで付き合う弟思いの一面も描かれた。
第7話では苺から、今までツケにしていた弁当代、助手としての労働費、交通費・ガソリン代（第2話の青森までの交通費・ガソリン代、第4話の同窓会会場までの送迎費を含む）をまとめて請求されたが、彼女から支払いの代わりとしてストーカーに悩む高校時代からの親友・ココのボディガードの依頼をされる。その依頼を承諾するが、その際に依頼を受けるのは支払いのためではなく大切な料理人である苺を思ってのことであると断言していた。
第8話で、病室から消えた田畑に代わって現れたマリアから「次はお弁当屋のお嬢ちゃん（苺）をあなたの目の前で殺す」と予告され、彼女を守るために（桃子を加えた3人で）事務所での共同生活を提案する。
マリアに騙され捕らわれた苺を救出するため、苺から桃子のスマホに送られた写真を頼りに桃子のスマホを使い、彼女の助けを借りながらも内蔵されたクルックーを使ってマリアの潜伏場所を突き止める。
そのころ苺と対峙していたマリアの口からは、明智のマリアとの本当の出会いについて語られた。明智の大学時代の学園祭で、扇屋で仕入れた高級牛肉を露店のクレープ焼き器で勝手に焼いて同級生を困惑させていた明智の元に偶然訪れた客が、当時平凡な会社員をしていたマリアであった。明智はマリアのために牛肉を焼いて与え、人生における食の大切さを熱弁した。
そして苺がマリアに追い詰められ穴に転落する直前に現場の廃ビルに到着する。桃子とともに間一髪苺を救出するが、エンディングでは苺からの告白を受け止めながらも、マリアと共に穴へと落ちていった。
第9話（最終話）の冒頭で事務所で行方を心配していた苺と桃子の前に戻るが、マリアについて一切口を閉ざしたまま半年が過ぎる。寿々栄から、扇屋の系列ホテルで開かれる政府の要人を招いた茶菓子選定会に駆り出されるが、マリア・ファミリーの暗躍によって外務大臣が毒殺される大規模なテロ事件に発展してしまう。上遠野と高橋に事件の犯人を問い詰められるとマリアの手を取ってその場から立ち去った。
その夜、マリアから招待されたアジトでの晩餐会に出向き、ファミリーに拉致されていた苺と合流する。そこでマリアに対して怒りを露わにし、伊藤、茜、みどりそれぞれを「君たちが居るべき場所はここではない」と諭すが、苺がマリアに毒を注射されると、マリアを突き飛ばして激しく動揺する。昏倒した苺を前に絶望の表情を浮かべながら苺の料理に対する思い入れを吐露するが、その症状から苺が絶命していないことを察する。
上遠野らが到着した後、銃弾に倒れた伊藤に注射器をすり替えたことへの礼を述べた後逃走したマリアを桃子とともに追い、第1話と同じ崖でマリアと対峙するが、目を覚ました苺と上遠野・高橋が到着すると既にそこには明智しかいなくなっていた。
事件の収束後マリアについては黙秘を貫いたまま、探偵の廃業を決意し（現時点でそれを知っているのは苺だけ）、代わりにフランス料理の弁当屋の開業を苺に持ちかけた。

小林苺（こばやし いちご）
本作品のヒロイン。江戸川探偵事務所の向かいで、ワゴン販売の弁当屋「イチゴ・デリ」を営む女性。年齢は21歳。
実家は仕出し弁当屋で、ワゴンは店の車を改装したもの（改装は無断で行ったらしく、父親から激怒されたとのこと）。原作では番外編で、ドラマ版では第5話で実家の弁当屋が初登場している。
料理人としてのスキルは高く、明智も小言を並べながらも彼女の料理の腕を認めているため、毎日のように「イチゴ・デリ」の弁当（お気に入りのちくわの磯辺揚げを、特別にトッピングさせたもの）を買いに来ているのだが、カード払い主義の明智は何度いっても現金を持って来ないため、苺はその度にツケで弁当を買われることを迷惑がっている。
明智からは「小林一号」と呼ばれ、その度に「苺です!!」と訂正するのが定番。美食や新品の調理器具との交換条件で、頻繁に調査の助手としてこき使われている。また、明智の指示で変装して潜入捜査（MENU01およびドラマ版第2話ではホテルのメイド、MENU06およびドラマ版第3話では野菜店の店員など）をすることもある。
所持しているスマートフォンの音声検索機能を多用していて、それが事件解決へのサポート的役割に繋がることが多い。なお、この機能がドラマ版第4、8話で苺のピンチを救っている。
上遠野と高橋との初対面時に明智から助手だと紹介された時には「助手ではなく料理人」だと否定しているが、彼女の料理人、または女性としての観点から出た何気ない発言が、MENU02（ドラマ版第2話）やMENU08（ドラマ版第4話）で明智が事件を見抜く糸口に気付く結果に繋がったことがある。
〈テレビドラマ版〉
明智のことは当初「全然好みじゃない」といって彼の性格やファッションセンスを酷評し、明智と関わった捜査や明智に関する愚痴を、頻繁に幼馴染であり親友の桃子に話している。しかし捜査に協力させられるうちに次第に彼のことを意識し自ら捜査の助手を買って出るようになり、恋心を抱くようになる。
第1話でマリアを追って葉山町にワゴン車で向かう際、明智に「ニュートラル!!」とツッコまれる。 さらに第2話では粗挽きウインナーにチーズフォンデュを付けて食べる際、舌を火傷し、第3話では明智と伊藤の会話内容に驚きワイングラスを落としてしまうなど、天然ボケな様子も見せる（これらの事故がきっかけで、明智は事件のトリックを見破ることとなる）。
ドラマオリジナルエピソードでも変装を行っていて、第5話では、小春に何が起きているのか調べて欲しいという上遠野からの頼みを引き受け、清掃員に変装して小学校に潜り込み、第6話では寿々栄からの提案で、寝坊した六郎の代わりに彼になりすまして見合いに出てほしいと頼まれる。
Huluオリジナルストーリー第2、5話および第7話の導入部分では明智の前で歌を披露する場面があるが音痴であり、明智から「怖かった」「そんなホラーな歌は知らない」と突っ込まれている。
第4話で伊藤に拉致され、みどりの家にて明智に助けを求める際、マリアに聞かれてしまう。その後マリアから「いつかあなたを明智五郎の目の前で殺す。それが嫌なら彼と私の目の前から消えて。」と忠告されるも明智にはそのことを隠し、第5話では憔悴したきりの彼を元気づけようと尽力する。しかしそんな自分に対してドライに振る舞い続ける割には、マリアからの犯行予告を前にした途端に活気を取り戻す明智の態度に酷くショックを受け、事務所を飛び出す繊細さを見せる。それでも最終的には明智たちや小春のことを放っておけず、自らマリアの計画阻止に協力した。
第6話では、マリアの正体が身投げしたはずの主婦だと知り衝撃を受けるが、伊達の放った炎に囲まれ絶体絶命の明智を前に何も出来ず、代わりにマリアが明智を救出したことで自信を喪失する。ラストでは、今までの思いを涙ながらに明智に告白した。第7話以降、助手の立場からは身を引くことにするが、明智への気持ちを捨てきれず、引き続き料理人として彼と行動を共にすることを決心した。
第8話で明智の提案により探偵事務所で共同生活を開始するが、外出を一切禁止された彼の過保護な監視にストレスを溜める。その後ランチタイムのみいちご・デリの営業再開の許可を得るが、有閑マダムの客に変装したマリアに騙されパーティーのケータリングの依頼を快諾してしまう。田畑が死亡する当日、明智と桃子がココを追って事務所を出た直後、ケータリングと偽って廃ビルにおびき出されマリア・ファミリーと対面する。マリアに詰め寄られ床に開いた穴に落ちそうになるが、すんでのところで明智と桃子に救出される。ラストで、明智に思いを告白した。
第9話（最終話）で茶菓子選定会会場まで明智を送り届けた後、ホテルの駐車場に停まっていた和菓子屋の車が実在しない店のものであることに気付くもマリア・ファミリーに拉致されてしまい、連行されたアジトにてマリア、招待された明智と共に最後の晩餐会に臨む。最初は黙って成り行きを見守っていたが、「毒は入っていません」と言葉を添えながら料理を振る舞う伊藤の姿に耐えかね、料理人としてプライドについて問い詰めようとし、マリアにトリカブトの毒を注射され倒れる。しかしその毒は伊藤によって晩餐会の直前に致死性のないものにすり替えられており、マリアの逃走後に目を覚ました。
事件の収束後、マリアの行く末を気にしながらも明智にはそれを黙ったまま、明智の元で平穏に料理人を続けている。

マグダラのマリア
本作品の悪役で殺人鬼。夫の浮気調査を明智に依頼した女性。夫の苗字が「竹澤」だが、本名不詳。
家では毎日同じような料理しか食べず、自分にも魚料理ばかり作るよう求めていた夫が、昼休みに香辛料の利いた様々なジャンルの料理を食べていたことを知り、積年の思いを晴らすために夫を殺害する。
神奈川県葉山町にある崖から身投げするが、密かに生還。以降は明智に偏執狂じみた想いを抱くようになり、「マグダラのマリア」と名を変え明智にもう一度会うためにネットを通じて殺意を抱く人々に手を貸す、いわゆる殺人教唆を行うようになる（マリア自身が代わりに手を下す場合もある）。そして自らが殺人の知恵を与えた面々を「私がこの世界に産みおとしたこども」と称し、己を慕って追従する彼らと共に、事件の裏で暗躍するようになる。
MENU03以降は海外へ飛び、優雅な逃亡生活を送る傍らで事件を引き起こしていたが、MENU13で日本へ帰国し仲間たちと合流した。
そうして暗躍していくうちに彼女の明智への執着はとどまるところを知らなくなり、明智が母の寿々栄と共に総理大臣主催のパーティー「五月晴れの会」（ドラマ版最終話では茶菓子選定会）に出席することを知り、総理大臣および官僚に振舞われる和菓子にアコニチンを混入し総理大臣（ドラマ版最終話では外務大臣）を毒殺するという、大規模な無差別殺人にまで手を染めてしまう。
常に明智の隣にいる苺には強い嫉妬心を抱いており、MENU16〜17では老婆に変装して「パーティーのケータリングをお願いしたい」と彼女を洋上まで誘い出して海に突き落としたり、現在展開中のMENU21以降は、上記の総理大臣主催のパーティーでニュースを見て駆け付けた苺を誘拐し、明智を誘き出している。
〈テレビドラマ版〉
第2話の事件後に、事務所に戻った明智の前に姿を現し殺人に快楽を覚えるようになった自分の心情を吐露し、明智に「愛してる」と告げて彼の元を去った。
以降は海外に飛び第3・4話ではフランスのパリ、第5話ではイタリアのミラノから明智らの動向を監視し、第5話終盤で日本に帰国して密かに明智の事務所の前を訪れる。
帰国1ヶ月前に仕事でフランスを訪れていた伊達とニースで知り合い一夜を共に過ごすが、隙を突いて彼のパソコンを覗き込み明智の見合いの計画を知る。帰国後、合流した伊藤と茜とともに伊達の計画を乗っ取った。事件があった料亭内で明智と対面し、真犯人である伊達の存在を暗示。苺には再度自分と明智の前から消えるよう忠告するが、彼女が反発すると「せいぜい探偵さんのことを守るのね」と宣戦布告した。最後には炎を前にたじろぐ苺を尻目に監禁された明智を救出し、茫然とする苺に「愛する人の命よりも自分の命の方が大切、そんなのよくある話。今のあなたのように。」と言い残して去って行った。
第8話で有閑マダムの客に変装して苺に接近し、田畑が死亡する当日にパーティーのケータリングと偽って廃ビルまで苺をおびき出した。15年前の明智の大学時代に彼と運命的な出会いをした過去を苺に語り、彼女を追い詰めた。苺が救出された後、エンディングで明智を誘い込んで床に開いた穴に落ちていきその後半年間姿を消す。
第9話（最終話）で再びファミリーと共に動き出し茶菓子選定会での大規模殺人に手を染める。その夜アジトでの最後の晩餐会に明智と苺を招き、途中苺の首元に毒を注射するが、明智が自分を突き飛ばして苺に駆け寄ったことと「周りから『変人』扱いされ、自分のつまらない人生に『希望』を与えてくれたのは『ちくわの磯辺揚げ』を作ってくれた彼女だ」と語る明智の揺るぎない苺への思いに、嫉妬の念を爆発させる。
到着した警察に追い詰められ上遠野に包丁で襲いかかり、高橋の撃った銃弾により足を負傷するも伊藤により命を救われ、1人車で逃走し第1話で身投げした葉山町の崖に向かう。駆けつけた明智と対面し「もう一度神様が奇跡を起こしてくれたら、私を愛してくれる？」と問いかけるも明智の口から答えは得られず、苺と上遠野・高橋が到着したときは既に姿を消していた。その後上遠野と高橋はマリアについて自殺として処理したが、エンディングでは生存を匂わせていた。

上遠野透（かとおの とおる）
神宮前署捜査一課の刑事。 階級は警部。高知出身。
明智とは大学時代の同級生で、彼が主催する「東京美食倶楽部」に無理矢理入れられたが、 上遠野自身は「うまいもんはどう食ったってうまい」と考えているため食事のマナーに問題があり、MENU01（ドラマ版第1話）では、冷製ウニのムースを真ん中からすくってしまい、明智に小言を言われている。
〈テレビドラマ版〉
口調が土佐弁に変更されている。離婚の経験を持つバツイチで、娘の小春とは月に一度の面会を楽しんでいる。
こちらでは上遠野の方から東京美食倶楽部への参加を懇願したことになっており、さらにHuluオリジナルストーリー第5話「上遠野警部の㊙︎裏メニュー」にて、その理由が明かされた。
きっかけは1年前のクリスマスイブ、妻・恵美から「明日のクリスマスは仕事があるから小春を預かってほしい」と頼まれた上遠野は、明智に江戸川探偵事務所を1日貸して欲しいと相談。明智は躊躇しながらも、丁度その日は用事のため事務所を空けるからと上遠野の頼みを了承した。クリスマス当日、明智の事務所で小春のためにクリスマスケーキを作ろうとするのだが、壊滅的なまでの料理の腕を披露してしまう。手伝わせた高橋の怒りを買い、散々ツッコまれてしまうが、なんとかケーキは完成。そして夜、事務所に招いた小春に満を持してケーキを見せるが、「胸がいっぱいで、食べられないかも。食べられなくてごめん。」と涙ながらに言われてしまう。その後、上遠野は帰宅した明智に「小春のためにもっと上手い物を研究したいから、東京美食倶楽部に入れて欲しい」と頼み込むのであった。
第7話では、地下アイドル「爆音エンジェルズ」のファン（推しメンはみわ）であることが明らかになり、ココからの依頼でボディガードとしてライブ会場に居た明智と苺に驚かれていた。
こちらでは全話を通して明智の同級生という設定は明言されていないが、第9話（最終話）で事件の真犯人の情報を巡って明智と対峙した際にお互いを「腐れ縁の知人」と呼び合っている。事件後明智がマリアとともに姿をくらました後、一旦警察署に戻り捜査会議を開くが、苺の行方を心配し相談しに来た桃子の挙動を不審に感じ彼女を尾行し、明智とマリア・ファミリーの居場所を突き止める。
エピローグでは明智の事務所で高橋と共に事件前と変わらない立ち振る舞いを見せ、「マリアは自分で飛び降りた」と断定して苺が内心に抱いていた「明智さんがマリアを殺したのでは」という疑念を払拭した。
原作では下の名前は不明だが、ドラマにて設定された。

高橋達臣（たかはし たつおみ）
新人刑事で、上遠野の部下。東大卒のキャリア警察官で階級は警部補。
スマートでイケメンな明智に強い憧れを抱く明智の大ファンで、担当した事件の捜査内容を簡単に明智に喋っては、上遠野に叱られる。自称・上遠野とのコンビにおける頭脳プレー担当。
〈テレビドラマ版〉
原作以上に明智に心酔しており（第6話で明智に見合いの話が舞い込んだ際には目眩を起こすほどのショックを受け、見合い当日には上遠野を連れて会場に乱入し、「僕という者がありながら!!」と叫んで周囲を混乱させている）、明智が助手として働かせている苺には若干嫉妬心を抱いている。それとは対照的に叩き上げの上司、上遠野にはあからさまに生意気な態度を取っていたが、第5話で彼が同じぐらいの歳の立て籠り犯を子供の話題に入れながら投降させた時は、尊敬の目で見ている。
なお、Huluオリジナルストーリー第5話「上遠野警部の㊙︎裏メニュー」では、上遠野が明智の事務所を貸し切って小春のためにクリスマスケーキを作ることを明智に頼み込んだ際に、母親が調理師免許を持っているため、自身も料理は割とこなせることを明かしている。この時、上遠野の調理の知識の無さに呆れ返り上司と部下の関係を忘れ、彼をとことんしごいた。
また、原作で明智と顔を合わせるのは大抵の場合事件現場なのに対し、こちらでは明智に会いたいがために、手土産持参で探偵事務所に頻繁に足を運んでいる。明智の方はそれをいいことに、第4話では同窓会の出欠確認のメール作成および送信を高橋にやらせるなど、彼をいいように利用している節がある（本人は全く気にしていない）。
第9話（最終回）では、テロ直後「明智さんの力になりたい」と意気込むが、巻き込みたくない思いから嘘をつかれ撒かれ、さらに地下駐車場でマリアに銃口を向けるが明智と一緒だったため撃てず逃げられてしまう。その後、上遠野と共に見つけたマリア・ファミリーが立て籠っているログハウスから包丁を持って出て来たマリアに襲われた上遠野のために拳銃を2発発砲し、1発目はマリアの足に、2発目は彼女を庇った伊藤の背中に当たり致命傷を負わすなど銃の腕前はかなりのものだった。
エピローグで自分のしたことは問題になるのだろうかと困惑するが、上遠野からは「俺を守るために撃ったのだから絶対助けてやる」と言われ、高橋にとっての彼は完全に頭が上がらない存在となった。
上遠野同様、原作では下の名前は不明だがドラマにて設定された。

### 各事件および編ごとの登場人物
〈特別読切〉（テレビドラマ第1話前半）
竹澤賢治（たけざわ けんじ）
マリアの夫。女性と密会していることが原因で、マリアに首を切られ死亡する。
なお、不能であるため密会していた女性との性的接触は一切なかった。しかしマリアにとっては、毎日好物の焼き魚ばかり作らせておいて、自分は他の女の家で美味しい物を食べていた事実の方が、「浮気の方がまだマシ」と思わせるほどの許しがたい罪であった。
〈通常連載〉

#### 〈MENU01〜03〉（テレビドラマ第1話後半・第2話）
古川茜（ふるかわ あかね）/ 林檎
実家の青森で、家業である林檎園の手伝いをしている。
高校時代から付き合っていた彼氏・沢田剛の浮気に思い悩み、「林檎」というハンドルネームを使いインターネットで浮気相手の女性の殺害方法を相談し、マリアと出会う。
当初は浮気相手のみを殺害してもらうつもりだったため、沢田まで死んでしまったと知った時には動揺していたが、ホテルの従業員に扮したマリアが目の前でサーブした自身の手作りリンゴジャムを、「こんな高級ホテルのなら食べてみたい」と茜が送ったジャムは食べずに腐らせるにもかかわらず、同一の物なのに高級ホテルでサーブされたジャムなら食べると言っていたことを知ってからは、「そんな男は死んでもいい」と考えている。
その後、重要参考人として上遠野たちに連行されるが、実際に手を下したのはマリアであるため茜自身は罪に問われず、アリバイもあったため逮捕されなかったことがドラマ版第3話の冒頭の苺と桃子の会話で明らかになった。
それからはマリアの仲間となり、MENU13では彼女の命令で青森の山中からドクツルタケを採ってきている。
〈テレビドラマ版〉
Huluオリジナルストーリー第2話「林檎の㊙︎裏メニュー」では、リンゴジャムに纏わる彼女の幼少期の出来事、高校卒業時に東京に旅立つ沢田に茜が作った手作りリンゴジャムを渡す回想が描かれた。
幼少期のパートでは父親は茜が生まれる前に母親を捨てたこと、その顔も知らない父親（写真が残っているものの、顔の部分が塗り潰されてしまっている）によく似た面立ちの自分に、母親は愛憎入り乱れる感情を抱いていたことを、茜が回想している。
第5話で再登場し、マリアの命令で小学校の給食室に潜入、給食のカレーにヒスタミンを混入して大量殺人を起こそうとしたが、苺と桃子によって阻止された。
第6話では新人の仲居として料亭に潜入し、テトロドトキシンを混入した明智の料理を紗英の料理とすり替えた。
第7話では明智の事務所に爆音エンジェルズの面々が泊まり込んでいるのを見たマリアが不満気な言葉を漏らした際に、「じゃあ彼女たち全員、殺しちゃいますかね？」と笑顔で提案するなど、原作よりも殺人に対して積極的になっている描写が見られた（そのことを伊藤に指摘された時には、「私は何も変わってない。思ったことをただ普通に口にするようにしているだけ」と返している）。
第9話（最終話）では、みどりとともに和菓子屋の従業員に紛し、猛毒トリカブトを混入した和菓子を配った。アジトにて最後の晩餐会の準備をするが、青森の知人からの電話で、祖父が心臓発作で亡くなったことを知り、泣き崩れた。明智が晩餐会に到着する直前に短時間だが苺と二人きりになり、事情を知らない苺に青森の林檎園に戻るよう説得されるが、「もう本当に、ここに居るしかなくなった」と言葉を濁した。

沢田剛（さわだ つよし）
茜の交際相手。
大学進学をきっかけに上京。当初は大学に真面目に通っていたようだが、その後すぐに大学を退学し夜のバイトを始め、別人のような見た目となって浮気に走った。挙句の果てには茜がずっと送っていた小包の中の手作りリンゴジャムを、浮気相手であるエリに「母親が送ってきたもの」と偽り寄越していた。
エリと同様、宿泊していたホテルの従業員に扮したマリアによって、リンゴジャムに混入された青酸カリで殺害される。

川上エリ（かわかみ エリ）
沢田剛の浮気相手。
沢田から貰ったリンゴジャムを茜が作った物とはつゆ知らず、「彼がくれた超おいしい手作りリンゴジャム」と自身のフェイスブックに投稿したことが、茜が殺意を抱くきっかけとなってしまう。
沢田と同様、宿泊していたホテルの従業員に扮したマリアによって、青酸カリで殺害された。

#### 〈MENU04〜06〉（テレビドラマ第3話）
伊藤（いとう）/ シェフ
フレンチビストロ「ラ・ベリテ（ドラマでは「メゾン・ヴェリテ」）」オーナーシェフ。名前不明。
かつてパリのビストロで修行中に殺人に目覚める前のマリアに出会い、東京に自分の店を持つことを約束した。料理の腕前は優秀で、明智や苺の舌を唸らせた。特にマリアに賞賛されたロッシーニ風ステーキの味には強いこだわりをもち、店を持ってからも修行当時のレシピを頑なに守り続けた。
グルメアプリに悪質なレビューを書いて店に大打撃を与えた客を、マリアの指示で殺害。その後マリアの仲間となり、MENU08（ドラマ版第4話）ではマリアの命令でみどりが殺害した夫の遺体の解体に協力。明智たちがマンションに踏み込む直前にマリアの指示でひとり逃亡した。
前述の遺体の解体といった力仕事に加え、仲間内では船や車の運転なども担当している。
〈テレビドラマ版〉
事件以降ドラマでは店は閉店したと第4話の冒頭で苺と桃子が語っている。
野中から閉店する最後の日に秘密と胸の内を告白されるが、既にマリアしか信じられなくなっていた伊藤は彼の約束を信じられず、さらにマリアの「ユダはいつか、あなたを裏切るわ」という言葉に唆されたのもあって、自分の指導のもと野中が作ったロッシーニに毒を混入し、彼を毒殺した。
第5話では学校給食の運搬業者に変装し、明智をマリアと通信するパソコンを設置した体育倉庫までおびき寄せ、第6話では新人の板前として料亭に潜入し、見合いの席の料理にテトロドトキシンを混入させた。
第8話のラストで明智と共に奈落の底に落ちたはずのマリアの生還は、伊藤がワイヤーで手助けしていたことが第9話（最終話）でのマリアとの会話から推察されるが、具体的にどのような方法であったのかは不明。
第9話（最終話）では、みどり・茜とともに苺を拉致し、高橋の制止を振り切ってアジトに連行する。
道中で明智とともに逃走したマリアと合流した際、明智のこともマリア側の世界に誘い込もうとするが断られ、反対に「これが君の望んだ人生か？」と諭されたことで心情を揺さぶられる。晩餐会前のみどりとの会話で、第4話で自殺を図ったみどりの生還は伊藤の機転によるものだった（彼女の逃走前にゴミ粉砕機の電源を切っていた）ことが判明する。そして晩餐会の直前、マリアが注射器に仕組んだトリカブトの毒を密かに致死性の無い薬とすり替え、苺の命を救った。最後は警察に包囲されたマリアを庇い、高橋が撃った銃弾に倒れたが「今夜のデゼール、イチゴのムースがまだ仕上がっていない」と朦朧とする意識の中、厨房に戻ろうとして息絶えた。
明智とマリアの「最後の晩餐」を見届けたマリア・ファミリーの中で唯一、その顛末が描かれた人物である。また、毒入り和菓子を作ったのは伊藤のため、テロ行為および田坂外務大臣殺人の実行犯だが、被疑者死亡で書類送検されることも明白である。

野中（のなか）
伊藤のビストロで働くギャルソン。
一部の心無い人間たちのせいで、安い店ばかりがもてはやされる今の世の中を憂いている。それゆえに、店を危機に追い込んだ岩本が死んだ後は、「本心ではアイツが死んでせいせいしてるんです」と伊藤に本音を漏らしていた。
〈テレビドラマ版〉
こちらではいつかシェフになるという夢を持っており、伊藤の忠実な弟子として店を支えてきた。
Huluオリジナルストーリー第3話「シェフの㊙︎裏メニュー」にて、岩本の酷評のせいで経営難に陥っていた店が、事件がきっかけで正式に閉店が決まったことが、伊藤との会話で明らかになった。
店が閉店する最後の夜、伊藤とマリアのパソコン越しの会話を聞いてしまったこと、それにより岩本の死が事故死ではなく伊藤による殺人だということに気付いていたこと、トリックとして使用したプラスチック製グラスを偶然見つけてしまい、自分が破壊したことを伊藤に告白し、次いで「今回の事件のこと、絶対誰にも言いませんから」と約束し、店を失ってからも行動を共にしたいと願うが、伊藤は情けをかけることなく口封じに殺害するという、原作では描かれていない哀れな最期を迎えた。

岩本康（いわもと やすし）
「ぐるめ侍（ドラマでは「ぐるめ大名」）」のハンドルネームを使い、ミシュランを気取ってグルメアプリであらゆる店を酷評しているレビュアー。
伊藤が経営するレストランに星1つの評価を下し、ただでさえ近くに立ち食いフレンチの店が開店したせいで客足が遠のいていた彼の店に、さらなる追い打ちをかける。口に合わなかった詫びだと称して伊藤に店に招待され、テーブルクロスで縛り上げられたところをパン・ド・カンパーニュを口に押し込まれ、窒息死した。

#### 〈MENU07〜10〉（テレビドラマ第4話）
桐谷みどり（きりたに みどり）/ れいぞう子
料理好きの専業主婦。
結婚当初は愛する夫のために真っ白な冷蔵庫を自分の手料理でいっぱいにする生活を夢見ていたが、当の夫は田舎の姑から送られてくる味の濃い料理ばかりを好み、理想と現実のギャップに苦しんでいた。
ある晩、「れいぞう子」というハンドルネームで相談サイトに上記の件を書き込んだところ、その相談にマリアが返信したことで彼女と知り合い、マリアに唆されたのもあって夫を衝動的に刺殺してしまう。その後、マリアによって自宅マンションに派遣された伊藤と共に遺体を解体し、証拠隠滅を試みる。
その夫・和宏と明智は偶然にも同級生で、結婚式で明智と顔を合せているが、みどりは覚えていなかった（明智も同様）。出席すると返事していたにもかかわらず、同窓会当日に姿を現さなかった彼を訝しみマンションを訪れた明智に夫の行方を問い詰められるも、黙秘を貫く。しかし明智が密かに連れて来ていた上遠野と高橋と共に部屋に押し掛けた際、隙を突いて脱走しダストシュートに身を投げてしまった。
遺体は発見されず生死不明だったが、MENU13（テレビドラマ第7話）で再登場。それからは茜や伊藤と同様に、マリアの仲間として行動している。
〈テレビドラマ版〉
Huluオリジナルストーリー第4話「れいぞう子の㊙︎裏メニュー」では、姑からのキッチンハラスメントが始まるに至った経緯が描かれている。
まだ仲の良かったころから田舎育ちの和宏にはみどりの洒落た料理は口に合わず、和宏が母親の手料理を懐かしんだ際に「私も和宏さん好みのお料理、作れるようになりたいな」とこぼしてしまったのがきっかけで、和宏の母親からの電話越しの料理指導と、食材の仕送り攻撃が始まってしまう。
精神的に追い詰められていく中で、それでも負けじと「私は私のやり方でお義母さんに勝つ」と意気込み、和宏の口に合いそうな料理を作り喜ばれるも、その理由が「母親の作る料理に味が似てきた」というものだったため、みどりはどん底に突き落とされてしまった。
再登場後マリア・ファミリーに加わり、第9話（最終話）では自らの命を救った伊藤に思いを寄せる。伊藤がマリアを庇って銃弾に倒れたことで狼狽し、息絶えた彼を抱き上げて号泣した。

桐谷和宏（きりたに かずひろ）
みどりの夫で明智の高校時代の同級生。新潟の田舎出身で、明智が通っていた男子校には高校より編入学。
勤めていた商社を辞めてからはデイトレーダーに転身した。結婚当初はみどりのことを愛していたが、良くいえば母親思い、悪くいえば親離れが出来ていなかったので、自分に美味しい手料理を食べてもらいたいというみどりの心境をまるで理解せず、田舎の母親が送ってくる自身の好物ばかりを食べ、さらには仕事が上手くいかなくなったのが原因で変貌してしまい、みどりにDVを働くようになる。
母親の料理をマリアの指示で捨てたみどりに逆上し離婚を切り出すが、そのまま殺害される。

#### 〈MENU12〜15〉（テレビドラマ第7話・第8話）
ココ
秋葉原の地下アイドル、「爆音エンジェルズ」の一員。苺とは高校時代の同級生。
自身の迂闊な行為が引き金となってファンがストーカーと化してしまい、警察に言おうにもメンバーの1人が家出同然で上京してきているためそれも叶わずに悩んでいたところを、苺から以前聞いていた「毎日弁当を買いに来る（変な）探偵がいる」という話を思い出し、苺に相談を持ちかけた。
仲間のひながストーカーから負傷させられたのを機に明智に守ってもらおうと探偵事務所にメンバー全員で強引に泊り込んだ際に、マリアから送られてきた絵葉書を見てマリアに辿り着き、彼女から送られたドクツルタケを使ってストーカーを殺害してしまう（ただし、ココ自身は明智から聞かされるまでドクツルタケの危険性を知らなかった）。しかし彼女は「これからも天使のふりをしてアイドルを続けるつもりか?」という明智の説得を振り切り、仲間達の後押しも加わり、それからもアイドル活動を続けている。
マリアの仲間となったわけではないようだが、彼らの隠れ家に泊まりに来るなど、交流は続いている。
〈テレビドラマ版〉
高校時代からモデルを目指すために、福島から上京し、苺とはその時出会っている。田畑からのストーカー被害に遭う以前から、過度のプレッシャーやストレスによる神経性過食症に苦しんでいて、手の甲の吐き胼胝から明智にそれを悟られる。高校時代には過度のダイエットが原因で入院し、モデル活動を諦めた過去をもつことも苺の口から明かされた。
初めはマリアからの接触を思わず拒絶する。しかし、負傷したひなが搬送された病院で明智と苺から改めて警察への届け出を勧められるも、爆エンに賭ける思いを語って「アイドルを諦めるなら生きてても意味無い。だから警察には言わないで。」と断固拒否する。追い詰められた結果、病院を出て自らマリアにコンタクトをとってしまうが、その時マリアは既に彼女の背後に到着しており、その場でストーカーの殺害を指示した。
ひなの退院日に苺からナポリタンオムレツのレシピを教わるが、その日の深夜にみどりによって事務所に届けられたドクツルタケを受け取る。そしてひなの復帰ライブ当日、リハーサル前に密かに田畑を呼び出し、ドクツルタケ入りのナポリタンを与えた。
田畑が倒れた翌日に明智からドクツルタケの説明を受け、田畑の殺害に及んだ事実を認める。苺からも自首するよう説得されるが、「私たちの夢を助けてくれたのは苺ちゃんじゃない、マリアさんだよ」と言い切り事務所を出て行ってしまう。すっかりマリアの洗脳に染まってしまった彼女の姿に、苺は泣き崩れた。
7日後の田畑が死を迎える日、マリア・ファミリーの別荘に匿われた田畑の元へ出向く。ひなとみわのスマホに搭載されたGPSから別荘の場所は明智に特定されるが、ココは苺を罠に掛け明智を誘き出そうとするマリアに協力していたのであった。
第9話（最終話）では「爆音エンジェルズ」の活動をしながら、新たな‟マリア”としてネットに書き込まれた殺意の手助けをしている姿がエンディングで描かれた。
ひな
爆音エンジェルズの一員。25歳。マネージャーとプロデューサーも兼ねている。親の反対を押し切って大分から上京してきた。
ココのストーカーに正面から苦言を呈した際に、階段から突き落とされ負傷させられた。しかし、警察に通報されると実家に連れ戻されるといって必死で明智たちを止めた。ココがストーカーを殺してしまったことで明智から言及された時は、「人殺しがアイドルやっちゃダメって誰が決めたの？」「爆エンは恋愛は禁止でも殺人は禁止じゃない」「それにアイドルに秘密はつきものでしょ！」と擁護している。
〈テレビドラマ版〉
ココが明智に毒キノコ入りナポリタンのことを暴かれた時、その場にいたのは苺のみだったため、彼女が何をしたか全く知らないことになっており、原作の「人殺しが…」のセリフもココが言っている。
自分の復帰ライブのリハーサル日の朝にココが行方不明になってからは、GPSでお互いどこにいるか分かるようにしようと決めた。
みわ
爆音エンジェルズの一員。黒髪ロングの女性。
ココがストーカーを殺してしまったことで明智から言及された時は、「ココはあたしたちを守るために仕方なくやったのよ」と擁護している。
〈テレビドラマ版〉
富山出身。彼女もひなと同様、ココが何をしたか全く知らない。
Huluオリジナルストーリー第7話「ココの㊙️裏メニュー」では、ココがセンターであることを快く思っておらず、田畑のストーカー化を裏で誘導していたことが明らかになった。
田畑陽介（たばた ようすけ）
ココの熱狂的なファン。ハンドルネームは「ルシファー」。
それまでは普通の一ファンだったようだが、ココが行きつけのカラオケでバイトをしていることを知ったのがきっかけで、「ステージ上の天使」という偶像から、ただの「天使みたいな女の子」へと自身の中で彼女のカテゴリーが変わってしまう。それからというものライブの日は必ず出待ちを行い、ココがツイッターで好きだと言っていたブランドの服を名古屋まで買いに行き、ココの住むアパートを突き止め、さらには自分に口応えをしたひなを階段から突き落とし負傷させるという、次々と常軌を逸した行動を起こす。
ココから貰ったドクツルタケ入りのパスタを食べ一度は病院に搬送されるも、看護師に扮したマリアの手で病院から連れ出され、「ココはアイドルを辞めて君と暮らすと言っていた」と唆された上でマリアの仲間たちが隠れ家として使用する別荘へ連れてこられた。以降は何も知らないまま伊藤の手料理を堪能し、ドクツルタケの真の症状が表れる7日目に命を落とした。
〈テレビドラマ版〉
Huluオリジナルストーリー第8話「マリア・ファミリーの㊙裏メニュー」にて、最後の一週間の出来事が明かされた。田畑はわがままな振る舞いをし続け、茜、みどり、伊藤それぞれの怒りを買うが、ココが別荘に来る7日目までは何食わぬ顔で過ごしていた。

#### 〈MENU19〜21〉（テレビドラマ第9話〈最終回〉）
明智寿々栄（あけち すずえ）
明智五郎の母親。成人した息子がいるとは思い難い若々しさの持ち主で、上遠野と高橋は初対面時に「明智の年上の彼女」と勘違いした。単行本4巻に収録された番外編で初登場し、本編ではMENU19から登場している。
跡継ぎとなる筈の長男は探偵ごっこをして遊び暮らし（寿々栄視点）、次男は「顔はいいけど頭はくるくるパー」なことに頭を悩ませている。明智とは正反対の味音痴で、麩を餅、鶏の幽庵焼きを銀ダラの西京焼き、ドラマ版ではモッツァレラチーズをうずらの卵と間違えている。さらに料理をしないため食材の区別もつかず、明智いわく鰯をさんまと思い込んで食べていたこともあったらしい。
〈テレビドラマ版〉
第2話という早い段階で登場し、原作ではコミカルに描かれていた明智との関係が、やや険悪なものとなっていた。外見は原作のほど若々しくなく初老の女性のため、上遠野たちからも勘違いされていない（寿々栄役の財前直見は11966年生まれで、放送当時は54歳だった）。
苺のことを五郎の助手としては歓迎しており、第6話では寝坊した六郎の代わりに彼女を男装して見合いに参加させたが、見合いの終了後「あなたは（五郎の）恋愛対象ではないわ」と言い切る。しかしこのとき付け加えた「自分と波長の合う相手に出会ってしまったら、あの子（五郎）はその相手ととんでもない世界に行ってしまう」という言葉が、第8話で苺の告白を後押しした。
第9話（最終話）では明智とともに茶菓子選定会に出席し、毒が盛られた和菓子を口にしそうになるが、五郎の機転によって一命を取り留める。搬送された客室で、明智に幼いころから仕事のため母親らしいことを一切しなかったことについて後悔・反省の意を述べ、それに対して明智は寿々栄を辛辣に責めながらも「僕が憎んでいるのはあなたではなく、あなたをそういう母親にした扇屋の看板だ」とフォローした。五郎の去り際に、"母親の自分よりも長く生きること"と"結婚相手を見つけて幸せな家庭を築くこと"を約束させた。
名前は原作では不明だったが、ドラマ版において設定された。

#### 〈番外編〉
桃子（ももこ）
苺の親友にして、保育園からの付き合いだという幼馴染み。都内に多数のビルを持つ、『ピーチ不動産』の社長令嬢。
食べることが大好きな大食いにして早食い。幼いころから食べ物にしか興味がなく、人の話を聞かない。その性格には苺も手を焼いている反面、自身の料理の腕が磨かれたのは食欲旺盛な彼女と長く付き合っているのが大きいと考えているため、ある意味感謝してもいる。両親に甘やかされて育った結果、職にも就かず毎日のように食べ歩きを続けており、それについて苺に言及されても「働かなくても生きていけます」と言い張っている。
番外編以降出番はなかったが、MENU21で1コマだけ登場していた。
〈テレビドラマ版〉
こちらではレギュラーに昇格しており、苺や明智がピンチの際に神出鬼没で現れ手を差し伸べる頼もしい助っ人的ポジションに収まっている。なお第1話以降の冒頭では、彼女と苺が都内各所の実在する飲食店で食事を楽しむ場面から始まるのが、定番の流れとなっている。早食いゆえにドラマ版では食事中のセリフが聞こえにくいことがあり、彼女のセリフのみ字幕が入ることがある。
食以外に関心が希薄な原作とは異なり、ドラマでは前述の苺と明智のピンチに手を貸すことに加え、苺との固い友情が強調されている描写が多い。例として、第4話では伊藤に拉致監禁された苺の救出に協力し、無事を確認した時には安堵のあまり苺に抱き付いて号泣した。
初めは苺の明智との恋仲に興味津々で度々苺に冷やかしをいっていたが、この事件があったために第5話冒頭では苺に、「あんた殺されかけたんだよ。もう明智さんとは関わらない方がいい。」と忠告する。その後明智には、今後一切苺を危険な目に遭わせないように頼み込み、以降第二の助手としてより本格的に力を貸すようになる。その一環として、毒物混入を阻止すべく小学校の給食室に潜入するが、そのときは茜に襲われ意識を失い毒物混入を許してしまう。しかしその後意識を回復し、駆け付けた苺と共に給食をすり替え大量殺人を防いだ。
第6話では事件があった料亭に自分の見合いのために偶然居合わせる。事件の動向を心配するが、明智に先に帰るよう促されても現場に留まり続ける苺を「あんたはお弁当屋さんなの。彼の助手でもなんでもないのよ。」と諭そうとするなど、やはり苺が捜査に深入りするのをよく思っていない様子だった。
第7話では明智の事務所に泊まり込むこととなったココたちに寝具を提供し、第8話では苺と明智の事務所での共同生活に加わり、「前言撤回する。明智さんのそばから離れるな。」「あんたの気持ちも伝えちゃえば」と苺のことを応援する。
マリアに騙された苺が桃子にSNSで送った写真を頼りに、苺と同様桃子のスマホにも内蔵された音声検索機能「クルックー」を使ってマリアの潜伏場所を突き止め、ラストではマリアに追い詰められた苺を明智とともに救出した。
第9話（最終話）で苺の前に戻るも口を閉ざしたままの明智を目の当たりにし、「（苺を守るために）マリアを殺したのではないか？」という憶測を口にするが、苺は無論信じようとしなかった。
茶菓子選定会当日、初めはテレビで事件の進展を見守るが、苺と連絡がとれなくなったことで異変を察知し上遠野に相談する。それと同時に明智から指示を受け、残されたいちご・デリのワゴンを運転し明智を晩餐会が開かれるマリア・ファミリーのアジトまで送り届けた。上遠野はこっそりそれを尾行したことでアジトの所在を突き止めた。
上遠野らに追い詰められたマリアが現場から逃走するといち早く明智をワゴンに乗せ、葉山の崖までマリアを追跡した。

明智大五郎（あけち だいごろう）
五郎の父親。妻と共に扇屋を切り盛りしている。MENU01の明智の通話の最中に名前だけ出てきており、その後は寿々栄や六郎と同じく、単行本4巻に収録された番外編で初登場した。
父の五十六が子供のころから孫に高級なものを食べさせることに難色を示したり、寿々栄の騒がしさを窘めたりと、苦労人的な面が多く描かれている。なお、食に関してはかなりの偏食家。
〈テレビドラマ版〉
第1話に写真のみの登場。
明智五十六（あけち いそろく）
五郎の今は亡き祖父。孫たちからは「じいじ」と呼ばれている。原作では番外編で、ドラマではHuluオリジナルストーリー第1話「明智五郎の㊙︎裏メニュー」にて登場。美食家としての明智に多大な影響を与えた人物。
当時は仕事で世界中を飛び回っていた寿々栄に代わり、孫の五郎の面倒を見ていた。「これからのデパートは食品売り場が主役の時代がやってくるのだから、子供のうちから本物に触れさせて育てなければ扇屋百貨店の跡取りにはなれない」「おいしいものは高いか安いかなんて関係ないし、店のブランドだって当てにはならない。一流の料理人は自分の舌で見付けるんだ。」という理念を持つ根っからの美食家で、自分と同じく確かな舌を持つ五郎に、高級な鮨に始まり商店街の肉屋のコロッケといった自身が認める美味しい物を食べさせ続けた。
なお、明智が愛用しているループタイは五十六の形見。
〈テレビドラマ版〉
第2話で五郎は「じいちゃん」と呼んでいる。
明智六郎（あけち ろくろう）
五郎の弟。可愛い系の美形（苺曰く「ジャニーズみたい」）で、可愛い年下系が好みの苺からは気に入られている。単行本4巻に収録された番外編で初登場し、5巻の番外編で江戸川探偵事務所を訪れた。
かなりの天然かつマイペースで、いきなり事務所に現れて大学を留年したことを告げたと思ったら、落ち込むでも反省するでもなく「花見に行きたい」とねだるなど、兄とはまた違った意味での自由人。彼女がいるようで、マリアとの出会いを初めとする様々な男女の愛憎劇を見てきた明智にそのことを話した時は、「まともな女なんだろうな？」と執拗に心配されていた。
味覚に関しては母親に似てしまったので、味音痴。普段はカップ麺ばかりの食生活を送っているようで、寿々栄から「簡単でもいいから自分で作って食べろ」と言われているが、一向に改善しない。
〈テレビドラマ版〉
第6話で初登場。兄・五郎の年齢が33歳とはっきりしているため年齢差は11歳から14歳と、かなり年が離れた兄弟という設定になっている。寿々栄の提案で兄と二人で見合いに出席して、相手の紗英に好みの方を選んでもらうことになった。しかし当日寝坊してしまい急遽男装した苺が代わりに参加、見合いの終了間際に迎えに行った伊達と共に部屋に乱入して、見合いは大混乱に終わってしまう。
ところが実は六郎の寝坊も紗英と会わせるのを避けようとした伊達の策略で、前日の夜に彼によって酔い潰されていた。六郎は過去に何度か伊達が紗英を連れているところに遭遇していたため朧気ながら彼女の顔を覚えており、最終的にこのことも明智が伊達の犯行を見抜く手がかりの一つとなった。
Huluオリジナルストーリー第6話「六郎の㊙︎裏メニュー」では、五郎が馴染みの料亭に特注で作らせた松花堂弁当を事務所に置いて出かけた日、偶然事務所にやってきた六郎がトラブルを引き起こす。五郎は先に事務所を訪れていた苺と桃子に留守番を頼んでいたが、六郎がやってきたために二人は彼に留守番を任せ買い物に出かける。しかし六郎は弁当を偶然見つけて勝手に食べてしまう。焦った苺は思いつく限りの食材を用意して六郎の記憶と舌を頼りに弁当を再現しようとしたが、上記の通り味音痴の六郎では当てにならず、結果的に本物とは全く違うラインナップとなったため、五郎にもすぐにバレてしまう。挙げ句の果て、隠れていた苺と桃子を明智は簡単に見つけられ、六郎は五郎に大学留年を報告した。明智は3人を叱り、その後六郎は明智と共に寿々栄の元まで行き、大学留年を謝罪し、そのまま参考書を買いに行った。

### テレビドラマオリジナルキャラクター
〈第2話、6話、最終回〉
小松崎（こまつざき）
明智家の執事。五十六の時代から明智家に仕えていて、明智のことを「坊っちゃん」と呼んでいる。
寿々栄が明智と食事がしたいからということで、探偵事務所にやって来た。たまたま一緒にいた苺も快く誘う、明智と寿々栄が一触即発になりかけたところを方便で落ち着かせるなど、有能である。
〈第3話、最終回〉
善禅寺（ぜんぜんじ）
警視庁捜査一課長で上遠野の上司。
捜査には短絡的な手段を選ぶ性分であり、第3話では岩本の死に疑念を抱いていた上遠野と高橋を制圧し事故として処理させ、第9話（最終話）ではマリアに銃口を向けるも発砲できなかった高橋を「撃てよ」と唆した。
〈第5話〉
上遠野小春（かとおの こはる）
上遠野の娘。小学5年生。
アレルギー体質の持ち主で、2年前から乳製品が肌に触れただけで発作を起こす、重度の乳製品アレルギーを発症している。一学期まではクラスメイトと仲が良かったが、二学期に入って臨時で担任となった兼木の給食ハラスメントが原因で、クラスメイトから乳製品を使った命に関わるイジメを受けるようになる。
心配をかけたくないがゆえに両親にも相談できず、「もう死にたい。生きていても意味がない。」と自身のSNSに書き込んだところ、元々明智と繋がる人間として小春に目を付けていたマリアから接触され、クラスメイトと担任を給食を利用して殺す集団毒殺計画を提案される。その後着々とマリアとマリア･ファミリーによる集団毒殺計画は進み、小春もマリアの言い付け通り事の進行を黙って見守っていたが、給食の時間が始まろうという時に「みんな食べちゃダメ！ 毒が入ってる」と葛藤の末に忠告した。最初は勿論クラスメイトも兼木も信じなかったが、乱入してきた明智と上遠野により事実だと証明されクラス内はパニックに。しかしその給食は、苺と桃子が直前にすり替えたものだったため、事なきを得た。
事件の収束後、「これからは逃げずにもっと小春と向き合っていく」と言う上遠野に対し、なおも「心配をけたくないからいい」と言い募るも「心配させろ！ 心配したいんじゃ、小春のこと」と返され、完全にとはいえずとも父娘の溝は埋まった。

上遠野恵美 （かとおの えみ）
上遠野の別れた妻であり、小春の母。
仕事で忙しい夫とすれ違いが続き、離婚。小春のアレルギーについても相談せず、小春が搬送された際にそのことについて上遠野と口論になっていた。しかし、「パパの唯一の長所は、その場しのぎの嘘をつけないこと」だと小春に話してもいる。

友香（ともか）
小春の同級生。小春をいじめていない数少ない人物だが、自分もイジメの標的になることを恐れて助けられずにいた。小春への陰湿なイジメが始まった理由は担任からの「給食ハラスメント」が原因だと明智たちに告白した。
事件の収束後、担任を含むクラスを代表して（自身も、いじめられていた小春を助けられなかった申し訳なさもある）小春に謝った。

兼木（かねき）
二学期より臨時で赴任した小春のクラスの担任。
小春の乳製品アレルギーをそうとは認めず、それどころか「アレルギーではなくただの好き嫌い」だと決め付け無理矢理食べさせようとする、教育者にあるまじき行動を取る。それがきっかけでクラス中に「小春は弄っていい」という空気が浸透していき、結果として小春へのイジメが始まってしまう。
イジメを知り学校に乱入した上遠野に対しても、「遊びの延長」だとイジメを認めなかった。しかし明智によって「アレルギーがある児童に症状が出る物を食べさせたらそれは虐待だ。あなたがしていることは毒物を食べさせようとしていることと何ら変わりない」と一喝され、言葉を失う。
〈第6話〉
小早川紗英（こばやかわ さえ）
『小早川不動産』の社長令嬢。役員の伊達が選んだ明智と弟・六郎の見合い相手。
正体は伊達の交際相手であり、普段は見合いのときとは似ても似つかない風貌だった。伊達の明智殺害計画に協力していたが、明智用のテトロドトキシンが盛られたフグ料理がマリア・ファミリーの陰謀によって紗英の料理とすり替えられ、明智の代わりに命を落としてしまう。

伊達（だて）
扇屋百貨店常務取締役。
長年に渡って扇屋の役員を務めていて寿々栄からは明智の見合い相手の手配を任され、六郎からも「伊達ちゃん」と呼ばれ親しい間柄であった。しかし内心では明智のすました態度にも、同族経営で成り立つ扇屋の企業体質にも強い嫌悪感を抱いていた。
明智の見合い相手殺人事件の黒幕で、本来の計画は明智を殺害後に弟の六郎に扇屋を継がせて裏で扇屋百貨店の実権を握る目的だった。料亭の板前と仲居にそれぞれ扮した伊藤と茜を買収して明智の料理にテトロドトキシンを混入させようとしたが、彼らの裏切りによって毒はお見合い相手に扮した紗英の方に供されてしまった。
事件後に姿をくらました板前と仲居を取り押さえるよう秘書たちに指示していたのを苺に聞かれてしまい、明智にすべてを見破られた後は逆上し、彼を納屋に監禁して火を放つ。
炎が広がっていく中、伊達の去り際に明智は、幼き日の明智の運転手をしていた伊達との思い出を回想して感謝の意を伝える。しかし伊達は「もう遅い」と吐き捨ててそのまま納屋を後にした。そして秘書たちとともに逃亡するも、エンディングでマリアによって毒殺された。

## 書誌情報
- 東村アキコ『美食探偵 明智五郎』 集英社〈マーガレットコミックス〉、既刊10巻（2022年12月23日現在）
  1. 2016年2月25日発売[7]、ISBN 978-4-08-845536-5
  2. 2016年6月24日発売[8]、ISBN 978-4-08-845601-0
  3. 2017年4月25日発売[9]、ISBN 978-4-08-845754-3
  4. 2017年11月24日発売[10]、ISBN 978-4-08-845857-1
  5. 2018年6月25日発売[11]、ISBN 978-4-08-844061-3
  6. 2020年4月24日発売[12]、ISBN 978-4-08-844332-4
  7. 2020年12月24日発売[13]、ISBN 978-4-08-844427-7
  8. 2021年11月25日発売[14]、ISBN 978-4-08-844573-1
  9. 2022年5月25日発売[15]、ISBN 978-4-08-844651-6
  10. 2022年12月23日発売[16]、ISBN 978-4-08-844696-7

## テレビドラマ
2020年4月12日から同年6月28日まで日本テレビ系「日曜ドラマ」枠にて放送された。主演は中村倫也。各回放送終了後はHuluにて、オリジナルストーリー『美食探偵明智五郎㊙︎裏メニュー』が配信された。中村と仲里依紗は3度目の共演である。
新型コロナウイルス感染拡大防止、その後に政府から緊急事態宣言が発令されたため、本作品を含む2020年4月期のゴールデンプライム帯、深夜ドラマは、「数話分の撮影はしたが、途中で撮影中断となり放送開始が遅れる」、「放送開始はしたが撮影した分がなくなり放送途中で放送延期」した作品がある中、本作品は2020年1月中旬にクランクインして予定通り撮影され続けた。
しかし、放送開始5日前の4月7日に緊急事態宣言発令により、後日撮影中断された。その時点で第6話の終盤までと第7話、第8話の一部のシーンしか撮影をしておらず、第6話のエンディングシーンは密接を避ける特殊な方法（後述参照）で撮影した後は第7話以降の放送が延期となり、同年5月24日放送分以降は地上波未公開のオリジナルストーリーを含む特別編が3週にわたって放送。その後、緊急事態宣言解除後の6月1日より撮影が再開され、6月14日から第7話から放送が再開し、6月28日に最終回を迎えた。

### 第6話ラストシーンの特殊撮影の経緯
上記にもあるように、緊急事態宣言が発令された影響で撮影は中断となり、第6話のラストシーンは撮影は出来なかった。第6話の放送が迫った時期、荻野哲弘プロデューサーは中村倫也に「放送日までに通常スタイルの撮影をすることができず、黒幕バックで朗読劇にしてでも放送したい」と相談したところ、「自分は役者なのでせっかくなら朗読（という形）ではなく芝居をして、フィクションを楽しんでくださってる視聴者の皆さんの感情がなるべく途切れないようにお届けしたい」と提案された。
後日、屋内で感染対策をとり密接を避け特殊な技法（黒幕を背景に、演者の距離をとり、向かいあわせに配置されている椅子に座る）で、第6話のラストシーンを撮影をした。放送日（2020年5月17日）このシーンのラストにはテロップで『「新型コロナウイルス」の感染拡大を受け、このような形で放送させていただきました。』と表示した。

### キャスト
- 明智五郎 - 中村倫也[3]
- 小林苺 - 小芝風花[20]
- 高橋達臣 - 佐藤寛太（劇団EXILE）[21]
- 桃子 - 富田望生[22]
- 上遠野透 - 北村有起哉[23]
- 主婦 / マグダラのマリア - 小池栄子[24][25]
- クルックーの声 - 水卜麻美（日本テレビアナウンサー）[注 37][26]

#### マリア・ファミリー
- 古川茜 / 林檎 - 志田未来（第1話・第2話・第5話 - 第9話<最終話>）[27]
- 伊藤 / シェフ - 武田真治（第3話 - 第9話<最終話> ）[28]
- 桐谷みどり / れいぞう子 - 仲里依紗（第4話・第7話 - 第9話<最終話>）[29]
- ココ - 武田玲奈（第7話 - 第9話<最終話>）[30]

#### 明智家
- 明智寿々栄 - 財前直見（第2話・第6話・第9話<最終話>） [31]
- 明智六郎 - 草川拓弥（超特急）（第6話）
- 明智五十六 - 坂本あきら（㊙︎裏メニュー第1話）
- 明智大五郎 - 宮崎哲弥（写真）[31]
- 執事・小松崎 - モロ師岡（第2話・第6話・第9話<最終話>）[31]

#### 上遠野家
- 小春 - 横溝菜帆（第5話）
- 小春の母・恵美 - 奥山佳恵（第5話）

#### その他
- 竹澤賢治 - コッセこういち（第1話）
- 沢田剛 - 大下ヒロト（第1話・第2話）
- 川上エリ - 青山めぐ（第1話・第2話）
- 茜の祖父 - 渡辺哲（第2話）
- 茜の母 - 内田慈（㊙︎裏メニュー第2話）
- 茜（幼少期） - 宝辺花帆美（㊙︎裏メニュー第2話）
- 岩本康 / ぐるめ大名 - 中村靖日（第3話）
- ギャルソン・野中 - 赤楚衛二（第3話）
- VITAMIN店員 - 宮地雅子（第3話）
- 捜査一課長・善禅寺 - 阪田マサノブ（第3話・第9話<最終話>）
- 桐谷和宏 - 落合モトキ（第4話）
- 桐谷重子（和宏の母） - どんぐり（㊙︎裏メニュー第4話）
- 兼木先生 - 阿南敦子（第5話）
- 伊達恭也 - 小市慢太郎（第6話）
- 小早川紗英 - 北原里英（第6話）
- 紗英の父 - 宇納佑（第6話）
- 紗英の母 - 川俣しのぶ（第6話）
- 仲人 - 大島蓉子（第6話）
- ひな - 小池里奈（第7話-第9話<最終話>）
- みわ - 水谷果穂（第7話-第9話<最終話>）
- 田畑陽介 - 森永悠希（第7話・第8話）
- マダム - 丘みつ子（第8話）
- 警察庁長官 - 佐渡稔（第9話<最終話>）
- 田坂外務大臣 - 松村雄基（第9話<最終話>）
- 神無月総理 - 酒向芳（第9話<最終話>）
- 首相SP - 高岩成二（第9話<最終話>）[32]
- 首相SP - 今井靖彦（第9話<最終話>）[32]
- 首相SP - 横山一敏（第9話<最終話>）[32]

### スタッフ
- 原作 - 東村アキコ『美食探偵 明智五郎』（集英社「マーガレットコミックス」刊）
- 脚本 - 田辺茂範
- 演出 - 菅原伸太郎、水野格 他
- hulu演出 - 伊藤彰記
- 音楽 - 坂東祐大
- 主題歌 - 宇多田ヒカル「Time」（エピックレコードジャパン）[33]
- サウンドデザイン - 石井和之
- 料理監修 - 宍倉たける
- 警察監修 - 大橋菊夫
- アクションコーディネーター - 青木哲也
- 特殊造型 - 梅沢壮一
- VFX - ニコラス・ジョージ・ルーカス
- スタジオ - 日活撮影所
- チーフプロデューサー - 西憲彦
- プロデューサー - 荻野哲弘、本田繁勝（AX-ON）、西紀州（AX-ON）
- 協力プロデューサー - 吉川恵美子
- 制作協力 - AX-ON
- 製作著作 - 日本テレビ

### 評価
- 2021年7月に行われ、300人が投票に参加した「中村倫也の”ハマり役”ランキング」では、『山下一真「初めて恋をした日に読む話」』や『朝井正人「半分、青い。」』らを凌ぎ、明智五郎が2位を獲得した[34]。

### 放送日程
| 話数                                                                        | 放送日  | サブタイトル                                                         | ラテ欄                                                           | 演出       | 視聴率 |
| --------------------------------------------------------------------------- | ------- | -------------------------------------------------------------------- | ---------------------------------------------------------------- | ---------- | ------ |
| 第1話                                                                       | 4月12日 | セックスと食事、 大切な夫婦の営みはどっち?                           | 殺人主婦と最後の晩餐&キス!!                                      | 菅原伸太郎 | 10.0%  |
| 第2話                                                                       | 4月19日 | 愛してる……だから殺す。 女ってそういうものでしょ?                     | 林檎殺人事件… 絶品フレンチトースト&のっけ丼!                     | 菅原伸太郎 | 08.6%  |
| 第3話                                                                       | 4月26日 | この街の人間は、 みんな、狂ってる……                                  | VSフレンチ料理人 割れないグラスの謎                              | 水野格     | 08.6%  |
| 第4話                                                                       | 5月03日 | 私の大好きな美味しいもので、 この真っ白い冷蔵庫をいっぱいにしよう    | キッチンハラスメント殺人事件… 原因はお袋の味!!                   | 菅原伸太郎 | 08.5%  |
| 第5話                                                                       | 5月10日 | 料理は人を幸せにできる一方で、 時には凶器にもなる                    | 給食集団毒殺計画… 食物アレルギーの少女を救え!!                   | 本多繁勝   | 08.4%  |
| 第6話                                                                       | 5月17日 | 私は、愛する人のためになら 迷わず命を捧げるわ                        | 第1章ラスト〜お見合い毒殺! 殺人主婦と炎のキス                    | 水野格     | 08.7%  |
| 第7話                                                                       | 6月14日 | 私の背中に真っ白い羽が見えますか? この羽は、誰にも奪えない           | ついに放送再開! 地下アイドルの殺人ナポリタン!!                   | 菅原伸太郎 | 08.3%  |
| 第8話                                                                       | 6月21日 | あたしはただ、あなたのことが…… 好きなんです……だから、行かないでっ!!! | 最終話前!! 最愛の助手VS連続殺人主婦…運命の選択                   | 山田信義   | 06.6%  |
| 第9話（最終話）                                                             | 6月28日 | 生きることは、食べることだ……。 食べることで、生きる希望が生まれる    | 10時開始SP!! 猛毒トリカブト菓子で総理暗殺!? 殺人軍団と最後の晩餐 | 菅原伸太郎 | 09.6%  |
| 平均視聴率 8.6%（視聴率はビデオリサーチ調べ、関東地区・世帯・リアルタイム） |         |                                                                      |                                                                  |            |        |

- 第9話（最終話）は、22:00 - 23:25の30分拡大放送[38][注 38]。

### 特別編
Huluオリジナルストーリー『美食探偵明智五郎㊙︎裏メニュー』に、本編の総集編、明智五郎のナビゲートを加えた特別編。
新型コロナウイルスの影響による撮影遅延のため、急遽制作・放送された。
| 話数   | 放送日  | ラテ欄                                                       |
| ------ | ------- | ------------------------------------------------------------ |
| 第一夜 | 5月24日 | 地上波初放送の短編2本! 祖父の絶品コロッケ&殺意の林檎ジャム   |
| 第二夜 | 5月31日 | 地上波初放送短編! シェフの第2の殺人&キッチンハラスメント地獄 |
| 最終夜 | 6月7日  | 最終夜〜爆笑クッキング大作戦! クリスマスケーキ&松花堂弁当!!  |

### ショートドラマ
Huluオリジナルストーリー『美食探偵明智五郎㊙︎裏メニュー』
1. 2020年4月12日 - 明智五郎の㊙︎裏メニュー
2. 2020年4月19日 - 林檎の㊙︎裏メニュー
3. 2020年4月26日 - シェフの㊙︎裏メニュー
4. 2020年5月03日 - れいぞう子の㊙︎裏メニュー
5. 2020年5月10日 - 上遠野警部の㊙︎裏メニュー
6. 2020年5月17日 - 明智六郎の㊙︎裏メニュー
7. 2020年6月14日 - ココの㊙️裏メニュー
8. 2020年6月21日 - マリア・ファミリーの㊙️裏メニュー

| 日本テレビ系 日曜ドラマ                                                                   | 日本テレビ系 日曜ドラマ                                                  | 日本テレビ系 日曜ドラマ                   |
| 前番組                                                                                    | 番組名                                                                   | 次番組                                    |
| ----------------------------------------------------------------------------------------- | ------------------------------------------------------------------------ | ----------------------------------------- |
| シロでもクロでもない世界で、パンダは笑う。 （2020年1月12日 - 3月15日） （読売テレビ制作） | 美食探偵 明智五郎 （2020年4月12日 - 6月28日） （ここから日本テレビ制作） | 親バカ青春白書 （2020年8月2日 - 9月13日） |